# Новый Рим. Замок святого Ангела
«Новый Рим. Замок святого Ангела» — серия картин русского живописца Сильвестра Феодосиевича Щедрина, написанная в ранний римский период (1821—1825).
Изображена набережная Тибра неподалёку от дома, где жил художник.
Эта серия является поворотным этапом в творчестве Щедрина. Прежде всего, по-новому трактуется сам сюжет: рыбачьи лодки на воде с людьми, стены жилых домов — вот первый план, а «старый» Рим (замок Святого Ангела и Собор Святого Петра) перемещается в глубину и становится своеобразным фоном. Меняется в этих пейзажах и цветовая гамма: на смену сумрачным коричневым тонам первых щедринских работ приходят теперь более холодные — серебристые, голубые и зеленоватые тона. Эта серия пейзажей — очень удачный опыт Щедрина-пленэриста, мастера живописи на открытом воздухе.
По словам одного из современников, «художник должен был повторить этот вид восемь раз… Всякий раз он изменял воздух и тон картины».
Композиционное единство достигается благодаря изображению Тибра. Если справа и вдали возвышаются величественные строения замка Святого Ангела, собора св. Петра и Ватиканского дворца, олицетворяющие «старый Рим», то слева композицию замыкают дома городской бедноты — «Рим новый» (квартал Трастевере). Этим Щедрин подчёркивает, что в «Вечном городе» бок о бок существует высокое и низкое, вечное и временное. С особой тщательностью изображены простые римляне на берегу Тибра, придавая картине неподдельную жизненность и достоверность.
Картина «Новый Рим. Замок святого Ангела» имела большой успех, и впоследствии художник часто повторял этот мотив при разном освещении. В Государственной Третьяковской галерее хранятся три варианта полотна.